# Maratona d'Italia
La Maratona d'Italia (nota anche come maratona di Carpi) è stata una maratona internazionale che veniva disputata con cadenza annuale, dal 1988 per le strade della Provincia di Modena, Italia, usualmente in ottobre.
Il percorso dal 1999 (ad esclusione del 2012) prese il via da Maranello di fronte al museo Ferrari per poi procedere sulla via Giardini per arrivare a Modena e di conseguenza a Carpi.

## Albo d'oro
Legenda: In verde il record della corsa, in arancio l'anno in cui è valsa come campionato italiano.
| Edizione | Anno | Vincitore maschile    | Tempo         | Vincitrice femminile  | Tempo         |
| -------- | ---- | --------------------- | ------------- | --------------------- | ------------- |
| I        | 1988 | Mirko Vindiš          | 2:16:28       | Rita Marchisio        | 2:31:08       |
| II       | 1989 | Csaba Szűcs           | 2:15:43       | Anna Villani          | 2:35:05       |
| III      | 1990 | Severino Bernardini   | 2:11:54       | Emma Scaunich         | 2:32:47       |
| IV       | 1991 | Diamantino dos Santos | 2:11:28       | Irina Bogacheva       | 2:28:57       |
| V        | 1992 | Grzegorz Gajdus       | 2:12:36       | Rosanna Munerotto     | 2:29:34       |
| VI       | 1993 | Graziano Calvaresi    | 2:11:49       | Marjan Freriks        | 2:39:53       |
| VII      | 1994 | Roberto Crosio        | 2:12:04       | Simona Viola          | 2:36:07       |
| VIII     | 1995 | Antonio Clair Wathier | 2:15:48       | Jane Salumäe          | 2:32:22       |
| IX       | 1996 | Fabián Roncero        | 2:09:43       | Franca Fiacconi       | 2:28:22       |
| X        | 1997 | Massimilano Ingrami   | 2:12:16       | Ornella Ferrara       | 2:28:43       |
| XI       | 1998 | Kipkemboi Cheruiyot   | 2:13:12       | Maura Viceconte       | 2:31:23       |
| XII      | 1999 | Stephen Rugut         | 2:10:44       | Maria Guida           | 2:25:57       |
| XIII     | 2000 | Gideon Chirchir       | 2:12:51       | Jackline Cherotich    | 2:28:32       |
| XIV      | 2001 | Joseph Maqala         | 2:12:04       | Patrizia Ritondo      | 2:33:38       |
| XV       | 2002 | Daniel Kirwa          | 2:09:58       | Tiziana Alagia        | 2:30:20       |
| XVI      | 2003 | Philemon Rotich       | 2:12:13       | Jennifer Chesinon     | 2:31:39       |
| XVII     | 2004 | Harun Toroitich       | 2:09:09       | Anne Chelegat         | 2:30:54       |
| XVIII    | 2005 | Stephen Biwott        | 2:11:16       | Romina Sedoni         | 2:36:45       |
| XIX      | 2006 | David Kemboi          | 2:10:07       | Anikó Kálovics        | 2:26:43       |
| XX       | 2007 | Noah Serem            | 2:11:18       | Anikó Kálovics        | 2:28:17       |
| XXI      | 2008 | Benjamin Chebet       | 2:10:50       | Rosaria Console       | 2:30:44       |
| XXII     | 2009 | Vasyl Matvichuk       | 2:11:44       | Anne Cheptanui        | 2:32:02       |
| XXIII    | 2010 | Paul Kosgei           | 2:09:00       | Hellen Mugo Wajiku    | 2:27:16       |
| XXIV     | 2011 | Nicolas Kurgat        | 2:08:36       | Godana Gebissa Deribe | 2:32:22       |
| XXV      | 2012 | Kasaye Sisay Lemma    | 2:11:58       | Ivana Iozzia          | 2:35:08       |
| XXVI     | 2013 | Jilali Jamali         | 2:25:00       | Silvia Savorana       | 2:51:27       |
| XXVII    | 2014 | Pietro Cabassi        | 2:41:06       | Paola Dal Mas         | 2:48:30       |
| XXVIII   | 2015 | Giuseppe Mucerino     | 2:33:03       | Elga Caccialanza      | 2:50:39       |
| XXIX     | 2016 | Abderrafii Roqti      | 2:24:00       | Patrizia Donato       | 3:07:18       |
|          | 2017 | Non disputata         | Non disputata | Non disputata         | Non disputata |

### Per Nazione
| Nazione      | Gare maschili | Gare femminili | Totale |
| ------------ | ------------- | -------------- | ------ |
| Kenya        | 12            | 6              | 18     |
| Italia       | 6             | 18             | 24     |
| Ungheria     | 1             | 2              | 3      |
| Brasile      | 2             | 0              | 2      |
| Marocco      | 2             | 0              | 2      |
| Etiopia      | 1             | 0              | 1      |
| Jugoslavia   | 1             | 0              | 1      |
| Polonia      | 1             | 0              | 1      |
| Spagna       | 1             | 0              | 1      |
| Sudafrica    | 1             | 0              | 1      |
| Ucraina      | 1             | 0              | 1      |
| Estonia      | 0             | 1              | 1      |
| Kirghizistan | 0             | 1              | 1      |
| Paesi Bassi  | 0             | 1              | 1      |

## Campionato italiano assoluto di maratona
La maratona di Carpi, in alcuni anni è valsa come campionato italiano assoluto di maratona, ad esempio nel 2010, il successo arrise a Bourifa e Mancini.